# Dubravice (Pučišća)
Mošuje je bivše selo na Braču. Starohrvatsko je selo.

## Povijest
U doseobi Slavena u hrvatske krajeve, na Brač su se naselili u dijelu otoka gdje su stoljećima prije živjeli Iliri. To su bila nepristupačna i negostoljubiva brda, često kod prapovijesnih gradina. Potvrda toga je što dok primorska naselja imaju latinsku etimologiju imena, dok u unutrašnjosti imena potječu iz staroslavenskog i često su tu elementi staroslavenske mitologije (Vidova gora, Dub, Pražnica, Gradac). U tu skupinu imena spada Dubravice.
Spominje ga prvi brački povjesničar Dujam Hranković u Opisu otoka Brača 1405. god., u kojem je spomenio ondašnja bračka naselja: na istočnom dijelu otoka Gornji Humac, Straževnik, Podhume, Mošuljica (Mošuje), Dubravka (Dubravice?), Gradac, Podgračišće; na središnjem dijelu Pražnice i Dol; u zapadnom dijelu Donji Humac, Nerežišća i Škrip.
1463. godine padom Bosne na Brač su stigli prve izbjeglice. Dio je godine 1466. iz Hercegovine došao u Ravan kod Selaca, a zatim su se preselili u obližnje selo Mošuje, a njihovi potomci u obližnji Gornji Humac.
Selima Mošuju i Dubravici pripadala je crkva Svih Svetih. Uz crkvu je i groblje. Oba su sela nestala nakon haranja kuge u 15. i 16. stoljeću.